# الماركسية المحدثة
الماركسية المحدثة هي تلك النظرية والآراء التي ظهرت بعد الماركسية الكلاسيكية لغرض الحفاظ على الإرث الماركسي الذي بدأ في التلاشي نتيجة سقوط المعسكر الشرقي وفقدانه للعديد من الدويلات التي كانت تحت سيطرة الاتحاد السوفيتي هذا من جهة ،و من جهة أخرى،عدم تحقق تنبؤ كارل ماركس بسقوط الرأسمالية التي سيحل محلها الاشتراكية ثم الشيوعية .بل أعقب ذلك انتشار سريع للرأسمالية في شتى أصقاع المعمورة و قد حافظت الماركسية المحدثة على مضمون الماركسية التقليدية مع تعديل طفيف في معنى الصراع الذي كان يقصد به ماركس انقلاب الطبقة الكادحة على أرباب العمل اواصحاب السلطة الذين يمتلكون وسائل الإنتاج من اجل ان تصبح هذه الوسائل ملكا لجميع الإفراد. أما الماركسيون المحدثون فيرون ان الصراع في طياته يحمل مضمون احترام للنظام و السلطة واعتبار الصراع أداة للتغير والتحديث.

## عوامل ظهور الماركسية المحدثة
1- تحديث أفكار الماركسية الكلاسيكية التصويرية التي اتخذت من الصراع مدخلا وظيفيا للعديد من الظواهر الاجتماعية و الثقافية و الاقتصادية المتغيرة.
2- ظهور عدد من العلماء الشبان الغربيين الذين انبهروا بنظرية الصراع لكنهم إعتبروها أداة للتغير و التحديث لا كما نظر إليها ماركس لأن الصراع في داخله يحمل احترام للنظام و السلطة مثل الانسجام.
3- أراد أنصار الماركسية أن يتأسس علم الاجتماع و يطور ذاته عن طريق دراسته لعناصر الصراع و التغير مركزين على التوفيق بين الماركسية التقليدية التي تركز على الصراع، و الوظيفية البنائية التي تركز على التوازن النسقي.
4- حرص أنصار الماركسية على تطبيق نظرية الصراع و تصنيفها إلى اتجاهين هما:
- اتجاه ينظر إلى المجتمع على أنه نسق معياري و يركز على العوامل الاجتماعية.
- اتجاه طبيعي يسعى لتفسير الصراع بالاهتمام بالأسباب الاجتماعية و الثقافية الكامنة التي بسببها يظهر الصراع.

بعض رواد الماركسية المحدثة:
رالف داهرندروف و الصراع في مجتمع ما بعد الحداثة:
• ظهور طبقة وسطى بين طبقتي الرأسماليين و العمال .

## عوامل ظهور المجتمع ما بعد الرأسمالي وهي
- - ضعف قوة رأس المال .
- - ضعف قوة العمال .
- - ظهور الطبقة المتوسطة.
- - نمو الحراك الاجتماعي بين مختلف المهن الإجتماعية نتيجة تزايد التعليم و التغيرات الاجتماعية .

- - نمو المساواة الإجتماعية و الإقتصادية نتيجة لجهود الدولة في تحقيق معدلات الحد الأدنى للمستوى المعيشي للمواطنين، بفرضها الضرائب على ذوي الدخل المرتفع.